# El Salto, Tierra Blanca
El Salto är en ort i Mexiko.   Den ligger i kommunen Tierra Blanca och delstaten Guanajuato, i den centrala delen av landet, 210 km nordväst om huvudstaden Mexico City. El Salto ligger 1 827 meter över havet och antalet invånare är 306.
Terrängen runt El Salto är kuperad. Runt El Salto är det ganska glesbefolkat, med 34 invånare per kvadratkilometer. Närmaste större samhälle är Doctor Mora, 19,5 km nordväst om El Salto. Trakten runt El Salto består i huvudsak av gräsmarker.